# The Visitation (álbum de Chrome)
The Visitation es el primer álbum debut y álbum de estudio de la banda vanguardista estadounidense de rock: Chrome. Lanzado en 1976, El álbum tuvo éxito únicamente en un seguimiento de culto y el primer álbum cuando aún seguía vivo Damon Edge antes de que después Helios Creed se integrara al grupo en 1977.
Se le considera una rareza por su amplio sonido musical que tiene el álbum y como material de culto aunque no lograron un éxito mayor hasta los álbumes "Alien Soundtracks" y "Half Machine Lip Movies" de 1977 y 1979.

## Sonido
El sonido de The Visitation se le considera difícil de categorizar, aunque predominadamente contiene sonidos del acid rock, hard rock y rock experimental, aunque algunos seguidores de culto han mencionado catalogarlo como: rock progresivo, rock psicodélico, space rock, industrial y post-punk.

## Lista de canciones
Todos los sencillos fueron compuestos por Chrome y las letras compuestas por Damon Edge.
Los primeros 4 sencillos en la edición original de vinilo se encuentran del Lado A y los 5 restantes del Lado B, pero a continuación se muestran los sencillos en sus ediciones de remasterización.
| The Visitation |                             |          |  |
| N.º            | Título                      | Duración |  |
| 1.             | «How Many Years Too Soon»   | 05:10    |  |
| 2.             | «Raider»                    | 03:58    |  |
| 3.             | «Return to Zanzibar»        | 03:52    |  |
| 4.             | «Caroline»                  | 03:42    |  |
| 5.             | «Riding You»                | 04:51    |  |
| 6.             | «Kinky Lover»               | 03:32    |  |
| 7.             | «Sun Control»               | 03:10    |  |
| 8.             | «My Time to Live»           | 04:20    |  |
| 9.             | «Memory Cords over the Bay» | 04:46    |  |
| 37:21          |                             |          |  |

## Recepción
- Allmusic calificó el álbum como "The Visitation contiene una vena psicodélica con inclinaciones al rock progresivo" [1]

## Personal
Todos los sencillos fueron compuestos por Chrome, aunque las letras y producción fueron realizados por Damon Edge durante la realización del álbum.
- Damon Edge - vocal, producción, batería, sintetizador, diseño
- Mike Low - vocal, vocal de apoyo, bajo eléctrico, guitarra eléctrica, sintetizador
- John Lambdin - vocal de apoyo, guitarra eléctrica, bajo eléctrico, mandolina, sección de cuerdas, sintetizador, violín eléctrico
- Gary Spain - bajo eléctrico, teclados, violín eléctrico, violín acústico

### Personal Adicional
- Amy James - fotografía